# In God We Trust (album Brand Nubian)
In God We Trust – drugi studyjny album amerykańskiej grupy Brand Nubian wydany 2 lutego 1993 roku nakładem wytwórni Elektra Records.

## Lista utworów
| #  | Tytuł                            | Producent             | Wykonanie                       |
| -- | -------------------------------- | --------------------- | ------------------------------- |
| 1  | „Allah U Akbar”                  | Brand Nubian          | Sadat X, Lord Jamar             |
| 2  | „Ain't No Mystery”               | Brand Nubian          | Lord Jamar, Sadat X             |
| 3  | „Meaning of the 5%”              | Brand Nubian          | *Interlude*                     |
| 4  | „Pass the Gat”                   | Brand Nubian          | Sadat X, Lord Jamar             |
| 5  | „Black Star Line”                | Brand Nubian, Rafael, | Sadat X, Lord Jamar, Red Fox    |
| 6  | „Allah & Justice”                | Brand Nubian          | Lord Jamar, DJ Sincere, Sadat X |
| 7  | „The Godz...”                    | Brand Nubian          | Lord Jamar, Sadat X             |
| 8  | „The Travel Jam”                 | Brand Nubian          | Lord Jamar, Sadat X             |
| 9  | „Brand Nubian Rock the Set”      | Brand Nubian          | Sadat X, Lord Jamar             |
| 10 | „Love Me or Leave Me Alone”      | Brand Nubian          | Sadat X, Lord Jamar             |
| 11 | „Steal Ya Ho”                    | Brand Nubian          | Lord Jamar, Sadat X             |
| 12 | „Steady Bootleggin’'”            | Brand Nubian          | Sadat X, Lord Jamar             |
| 13 | „Black & Blue”                   | Brand Nubian          | Sadat X, Lord Jamar             |
| 14 | „Punks Jump up to Get Beat Down” | Diamond D             | Sadat X, Lord Jamar             |

## Pozycje

### Album
| Rok  | Pozycja       | Pozycja                |
| Rok  | Billboard 200 | Top R&B/Hip Hop Albums |
| ---- | ------------- | ---------------------- |
| 1993 | 12            | 4                      |

### Single
| Rok  | Utwór                            | Pozycja           | Pozycja                          | Pozycja         | Pozycja                            |
| Rok  | Utwór                            | Billboard Hot 100 | Hot R&B/Hip-Hop Singles & Tracks | Hot Rap Singles | Hot Dance Music/Maxi-Singles Sales |
| ---- | -------------------------------- | ----------------- | -------------------------------- | --------------- | ---------------------------------- |
| 1993 | „Punks Jump up to Get Beat Down” | 77                | 42                               | 2               | 19                                 |
| 1993 | „Love Me Or Leave Me Alone”      | 92                | 68                               | 13              | –                                  |